# Điều 52 của N.O.I.F.
| City            | Team                             | Năm     | Source            |
| Serie D         | Serie D                          | Serie D | Serie D           |
| --------------- | -------------------------------- | ------- | ----------------- |
| Arezzo          | A.S.D. Atletico Arezzo           | 2010    | [ 1 ]             |
| Avellino        | Avellino Calcio.12 S.S.D.        | 2009    | [ 2 ]             |
| Como            | Calcio Como                      | 2005    | [ 3 ] [ 4 ] [ 5 ] |
| Como            | Como 1907                        | 2017    | [ 6 ]             |
| Foggia          | A.C.D. Foggia Calcio             | 2012    |                   |
| Grosseto        | F.C. Grosseto S.S.D.             | 2015    | [ 7 ]             |
| Latina          |                                  | 2017    | [ 6 ]             |
| Mantua          | Mantova F.C. S.r.l.              | 2010    | [ 1 ]             |
| Mantua          |                                  | 2017    | [ 6 ]             |
| Messina         |                                  | 2017    | [ 6 ]             |
| Monza           | S.S.D. Monza 1912                | 2015    | [ 8 ]             |
| Padua           | S.S.D. Biancoscudati Padova      | 2014    | [ 9 ]             |
| Parma           | S.S.D. Parma Calcio 1913         | 2015    | [ 10 ]            |
| Perugia         | A.S.D. Perugia Calcio S.r.l.     | 2010    | [ 1 ]             |
| Pisa            | A.C. Pisa 1909                   | 2009    | [ 11 ]            |
| Reggio Calabria | A.S.D. Reggio Calabria           | 2015    | [ 12 ]            |
| Rimini          | A.C. Rimini 1912 S.S.D. a r.l.   | 2010    | [ 1 ]             |
| Siena           | Robur Siena S.S.D.               | 2014    | [ 9 ]             |
| Venice          | F.B.C. Unione Venezia            | 2009    |                   |
| Venice          | Venezia F.C. Srld                | 2015    | [ 7 ]             |
| Eccellenza      |                                  |         |                   |
| Barletta        | A.S.D. Barletta 1922             | 2015    | [ 7 ]             |
| Imola           | Imolese                          | 2005    |                   |
| Manfredonia     | A.S.D. Manfredonia Football 1932 | 2010    | [ 1 ]             |
| Olbia           | A.S.D. Olbia 1905                | 2010    | [ 1 ]             |
| Sora            | Sora                             | 2005    |                   |
| Trieste         | Unione Triestina 2012 S.S.D.     | 2012    | [ 13 ]            |
| Varese          | Varese Calcio S.S.D.             | 2015    | [ 12 ]            |
| Promozione      |                                  |         |                   |
| Chieti          | A.S.D. Chieti                    | 2006    | [ 14 ]            |
| Cassino         | A.S.D. Nuova Cassino Calcio 1924 | 2010    | [ 15 ] [ 16 ]     |

Art.52, Norme organizzative interne della FIGC ("Điều 52 của Liên đoàn bóng đá Ý quy định về tổ chức nội bộ") chi phối tình trạng của các câu lạc bộ kế thừa trong bóng đá ở Ý. Điều luật đã được thay đổi vào năm 2004, 2008, 2010  và 2014.

## Điểm 3
Theo Điểm 3 của điều luật, một đội bóng mới từ cùng thành phố có thể được nhận vào cùng một bộ phận để thay thế một câu lạc bộ bóng đá bị phá sản, nếu công ty đã mua lại công ty bị phá sản cũng như sẵn sàng trả các khoản nợ liên quan đến thể thao, cũng như thuế.

### Ví dụ
Serie B
- FC Bari 1908: (2014) [20]

Lega Pro
- Ascoli Picchio FC 1898: (2014) [21]
- Carrarese Calcio 1908: (2016) [22]
- Foggia Hoa Kỳ: (2004) [23]
- SS Virtus Lanciano 1924: (2008) [24]
- AC Monza Brianza 1912: (2004) [25]
- Delfino Pescara 1936: (2009) [26]
- Aurora Pro Patria 1919: (2009) [27]
- SS Sambenedettese Calcio: (2006) [28]
- Savona FBC: (2012) [29]

Serie D
- ARLSSD Atletico San Paolo Padova: (2014) [30]
- ASD Città di Foligno 1928: (2015) [31]
- US Imperia 1923: (2000) [32]
- ACR Messina: (2009) [33]
- SSD Vivi Altotevere Sansepolcro: (2014) [34]

Eccellenza
- SSD Massese: (2009) [35]
- Fulgor Maceratese: (2009) [36]
- FC Sezze Latina: (2003) [37]

Promozione
- AC Cesenatico: (2000) [38]
- AC Trento SCSD: (2014) [39]
- ASD Amici del Verbania: (2006) [40]

## Điểm 6 đến 7 (Lodo Petrucci)
Lodo Petrucci là một tên cầm quyền sau Gianni Petrucci. Được phê chuẩn vào năm 2004, thay vì có được danh hiệu thể thao bằng cách xóa nợ, FIGC có thể trao danh hiệu này cho đội bóng mới dựa trên thành tích thể thao của câu lạc bộ cũ. Tuy nhiên, câu lạc bộ tự động xuống hạng một cấp dưới câu lạc bộ ban đầu. Vào năm 2008, luật lệ đã thay đổi thành hai cấp dưới câu lạc bộ ban đầu và chỉ giới hạn ở các câu lạc bộ Serie A và B. Phán quyết đã bị bãi bỏ vào năm 2015.

### Ví dụ
Serie A → Serie B
- Società Civile Campo Torino: (2005) [41]

Serie B → Serie C1
- Napoli Soccer: (2004) [42]
- Perugia Calcio: (2005) [43]
- Salernitana Calcio 1919: (2005) [44]

Serie C1 → Serie C2
- A.S Andria BAT: (2005) [45]
- AC Ancona: (2004) [46]
- Benevento Calcio: (2005) [47]
- Reggio Emilia FC: (2005) [48]
- SPAL 1907: (2005) [49]
- SSC Venezuela: (2005) [50]

## Điểm 10
Điểm 10 của bài viết cho phép một đội bóng mới có thể được nhận vào Serie D để thay thế câu lạc bộ bóng đá cũ không được nhận vào các giải đấu chuyên nghiệp. Đó là Điều 9 nhưng đã trở thành 10 trong bản sửa đổi năm 2010. Một trong những ví dụ là phiên đấu giá thất bại của Parma FC, khoản nợ được trả ở mức 22,6 triệu euro. (giảm từ hơn 70 triệu euro do tái định cư trong thời gian quản lý )

### Ví dụ
| City            | Team                             | Năm     | Source               |
| Serie D         | Serie D                          | Serie D | Serie D              |
| --------------- | -------------------------------- | ------- | -------------------- |
| Arezzo          | A.S.D. Atletico Arezzo           | 2010    | [ 1 ]                |
| Avellino        | Avellino Calcio.12 S.S.D.        | 2009    | [ 2 ]                |
| Como            | Calcio Como                      | 2005    | [ 53 ] [ 54 ] [ 55 ] |
| Como            | Como 1907                        | 2017    | [ 6 ]                |
| Foggia          | A.C.D. Foggia Calcio             | 2012    |                      |
| Grosseto        | F.C. Grosseto S.S.D.             | 2015    | [ 7 ]                |
| Latina          |                                  | 2017    | [ 6 ]                |
| Mantua          | Mantova F.C. S.r.l.              | 2010    | [ 1 ]                |
| Mantua          |                                  | 2017    | [ 6 ]                |
| Messina         |                                  | 2017    | [ 6 ]                |
| Monza           | S.S.D. Monza 1912                | 2015    | [ 56 ]               |
| Padua           | S.S.D. Biancoscudati Padova      | 2014    | [ 9 ]                |
| Parma           | S.S.D. Parma Calcio 1913         | 2015    | [ 57 ]               |
| Perugia         | A.S.D. Perugia Calcio S.r.l.     | 2010    | [ 1 ]                |
| Pisa            | A.C. Pisa 1909                   | 2009    | [ 11 ]               |
| Reggio Calabria | A.S.D. Reggio Calabria           | 2015    | [ 12 ]               |
| Rimini          | A.C. Rimini 1912 S.S.D. a r.l.   | 2010    | [ 1 ]                |
| Siena           | Robur Siena S.S.D.               | 2014    | [ 9 ]                |
| Venice          | F.B.C. Unione Venezia            | 2009    |                      |
| Venice          | Venezia F.C. Srld                | 2015    | [ 7 ]                |
| Eccellenza      |                                  |         |                      |
| Barletta        | A.S.D. Barletta 1922             | 2015    | [ 7 ]                |
| Imola           | Imolese                          | 2005    |                      |
| Manfredonia     | A.S.D. Manfredonia Football 1932 | 2010    | [ 1 ]                |
| Olbia           | A.S.D. Olbia 1905                | 2010    | [ 1 ]                |
| Sora            | Sora                             | 2005    |                      |
| Trieste         | Unione Triestina 2012 S.S.D.     | 2012    | [ 13 ]               |
| Varese          | Varese Calcio S.S.D.             | 2015    | [ 12 ]               |
| Promozione      |                                  |         |                      |
| Chieti          | A.S.D. Chieti                    | 2006    | [ 14 ]               |
| Cassino         | A.S.D. Nuova Cassino Calcio 1924 | 2010    | [ 15 ] [ 16 ]        |